# 대구보건학교
대구보건학교는 대구광역시 남구 대명동에 있는 사립 특수학교이다. 지체장애 학생을 위한 특수교육기관으로 초등부, 중학부, 고등부, 전공과를 두고 있다.

## 연혁
- 1966년 : 설립인가 (초등학교 과정 12학급)
- 1967년 4월 29일 : 개교 및 제1회 입학
- 1967년 3월 1일 : 초대 교장 안병즙 취임
- 1972년 12월 29일 : 중학교 과정 설치인가(3학급)
- 1980년 11월 7일 : 고등학교 과정 설치인가(3학급)
- 1988년 1월 11일 : 유치원 과정 설치인가(1학급)
- 2003년 2월 12일 : 교사 신축
- 2004년 12월 27일 : 장학활동 유공학교 표창
- 2007년 12월 24일 : 교육활동 유공학교 교창
- 2008년 9월 1일 : 제8대 교장 강우석 취임
- 2009년 7월 1일 : 한국독서간행윤리위원회 독서희망 프로젝트 운영
- 2009년 12월 15일 : 2009 특수학교 교육활동 우수사례 발표대회 최우수상
- 2009년 12월 29일 : 2007, 2008, 2009 이러닝 운영 우수학교 표창(3년 연속)
- 2010년 3월 1일 : 2009, 2010 문화예술교육진흥원 문화예술선도학교 운영(2년 연속)
- 2010년 11월 1일 : 대구문화재단 우수문화예술교육 프로그램 발굴지원 사업운영
- 2010년 12월 1일 : 학교기업  Cafe-WE 대명동점(1호점) 개관